# Bogdan Povh
Bogdan Povh (* 20. August 1932 in Belgrad; † 14. Februar 2024) war ein slowenisch-deutscher Kern- und Teilchenphysiker.

## Leben
Povh zog mit seiner Familie 1935 nach Ljubljana, wo er aufwuchs. Er studierte Physik an der Universität Ljubljana mit dem Diplom 1955 und war dann Assistent am J. Stefan Institut. Nach Forschungsaufenthalten am California Institute of Technology (ab 1957, dort befasste er sich mit Spektroskopie leichter Kerne) und der Albert-Ludwigs-Universität Freiburg, wo er sich mit Delbrück-Streuung befasste, ging er zurück nach Ljubljana, wo er 1960 bei Anton Peterlin und Črtomir Zupančič promovierte. Die Dissertation beschäftigte sich mit dem nuklearen Photoeffekt und dem Einfang von Protonen durch leichte Kerne (Vzbujena stanja v jedru O15, deutsch „Angeregte Zustände des O-15 Kerns“). Ab 1962 war er zwei Jahre Assistent in Freiburg, wo er sich 1964 mit der Arbeit Über tiefliegende angeregte Kernzustände in Ne-22 habilitierte. Ab 1965 war er Professor an der Universität Heidelberg und hatte auch eine ständige Forschungsgruppe am CERN, die sich mit Hochenergie-Kernphysik befasste. Ab 1975 war er Direktor am Max-Planck-Institut für Kernphysik bis zu seiner Emeritierung im Jahr 2000. Er war häufig zu Gastaufenthalten am CERN, am LBNL in Berkeley und am LANL in Los Alamos.
Im Jahr 2005 erhielt er die Stern-Gerlach-Medaille für seine Leistungen in der Spektroskopie von Hyperkernen. Er entwickelte eine Methode der rückstoßfreien Produktion von Hyperonen. Einmal im Atomkern gebunden, können diese Teilchen als „Sonden“ zur Untersuchung der Kernbausteine genutzt werden.
Er war Herausgeber der Zeitschrift für Physik A. 
Bogdan Povh starb am 14. Februar 2024 im Alter von 91 Jahren.

## Schriften
- B. Povh, K. Rith, C. Scholz, F. Zetsche, W. Rodejohann: Teilchen und Kerne: Eine Einführung in die physikalischen Konzepte. 9. Auflage. Springer, 2014, ISBN 978-3-642-37821-8.
- B. Povh: Anschauliche Physik: für Naturwissenschaftler.  Springer, 2011, ISBN 978-3-642-17786-6.
- Bogdan Povh, Mitja Rosina: Streuung und Strukturen – Ein Streifzug durch die Quantenphänomene. SpringerSpectrum, Berlin, ISBN 978-3-642-55962-4.
- B. Povh: Von dem kleinen Van de Graaf zu der großen HERA. In: I. Appenzeller u. a. (Hrsg.): Heidelberger Physiker berichten. Band 2. Universitätsbibliothek Heidelberg 2017 (Erinnerungen, mit kurzer Biografie und Foto auf S. 77)